# Уонсталл, Норман
Норман Уонсталл (англ. Norman Wanstall; род. 1935) — британский монтажёр и звуковой монтажёр в отставке, который монтировал звук для нескольких ранних фильмов о Джеймсе Бонде. Он получил первый «Оскар» за фильм о Джеймсе Бонде в категории «Лучшие звуковые эффекты» за фильм «Голдфингер».
В 2000 году он появился в четырёх фильмах о создании фильмов о Джеймсе Бонде.

## Карьера
Норман Уонсталл начал работать в киноиндустрии в 1954 году в качестве второго помощника монтажёра в фильме «Ад ниже нуля». Позже он начал работать звуковым монтажёром и участвовал в производстве более 20 фильмов. Он наиболее известен своей работой над шестью фильмами о Джеймсе Бонде эпохи Шона Коннери.
На церемонии вручения премии «Оскар» 1965 года он получил премию «Оскар» за лучшие звуковые эффекты в фильме Гая Хэмилтона о Джеймсе Бонде «Голдфингер» (1964) с Шоном Коннери, Гертом Фрёбе и Онор Блэкман в главных ролях. Уонсталл стал первым, кто получил номинацию и выиграл «Оскар» за фильмы о Джеймсе Бонде.
После победы художника по спецэффектам Джона Стирса в категории «Лучшие специальные визуальные эффекты» в 1966 году, Уонсталл и Стирс были единственными обладателями «Оскара» за фильмы о Джеймсе Бонде в течение 47 лет, пока в 2013 году певица Адель Эдкинс и автор песен Пол Эпуорт не выиграли его в категории «Лучшая оригинальная песня к фильму» за песню «Skyfall» для фильма «007: Координаты «Скайфолл»», вместе со звуковыми монтажёрами Пером Холлбергом и Карен Бэйкер Лэндерс в категории «Лучший звуковой монтаж».

## Фильмография
- Ад ниже нуля (1954)
- Ночная засада (1957)
- Чудо в Сохо (1957)
- И с гордостью её пишите имя (1958)
- Гибель «Титаника» (1958)
- Джон Пол Джонс (1959)
- Соломон и царица Савская (1959)
- Потопить «Бисмарк» (1960)
- Жил-был мошенник (1960)
- Сливовое лето (1961)
- Мошенники (1961)
- Вызывающий проклятье (1962)
- Доктор Ноу (1962)
- Зови меня Бвана (1963)
- Из России с любовью (1963)
- Голдфингер (1964)
- Досье «Ипкресс» (1965)
- Берег скелетов (1965)
- Шаровая молния (1965)
- 451 градус по Фаренгейту (1966)
- Живёшь только дважды (1967)
- Человек с другой стороны (1972)
- Никогда не говори «никогда» (1983)
- Любовь в «Восточном экспрессе» (1985)